# Mogens Wöldike
Mogens Anker Wöldike, né le 5 juillet 1897 à Copenhague et mort le 20 octobre 1988 dans la même ville, est un chef d'orchestre et organiste danois connu pour son interprétation de la musique baroque et classique. Il fut lauréat du Léonie Sonning Music Award en 1976.

## Distinctions
- Commandeur de l'ordre du Dannebrog